# Чанкузо
Чанкузо (рунди Cankuzo) — город на востоке Бурунди, административный центр одноимённой провинции.

## Географическое положение
Город находится в южной части провинции, на высоте 1540 метров над уровнем моря, на расстоянии приблизительно 127 километров к востоку-северо-востоку (ENE) от Бужумбуры, крупнейшего города страны.

## Население
По данным переписи 1991 года численность населения Чанкузо составляла 1643 человек.
Динамика численности населения города по годам:
| 1991 | 2008 |
| ---- | ---- |
| 1643 | 3624 |

## Транспорт
Ближайший аэропорт расположен в танзанийском городе Кибондо.